# セルゲイ・カラウロフ
セルゲイ・カラウロフ（Sergei Karaulov、Sergey Karaulov、1982年4月15日 - ）は、ウズベキスタンのバスケットボール選手。ソビエト連邦ウズベク・ソビエト社会主義共和国シルダリヤ州グリスタン出身。ポジションはセンター。216cm、115kg。

## 来歴
2004年のNBAドラフト2巡全体58位でサンアントニオ・スパーズに指名された。
2001年バスケットボール男子アジア選手権にウズベキスタン代表として出場した。また2007年夏季ユニバーシアードにロシア代表として出場している。